# Antas e Abade de Vermoim
Antas e Abade de Vermoim (oficialmente: União das Freguesias de Antas e Abade de Vermoim) é uma freguesia portuguesa do município de Vila Nova de Famalicão, com 5,44 km² de área e 8195 habitantes (censo de 2021). A sua densidade populacional é 1 506,4 hab./km².

## História
Foi criada aquando da reorganização administrativa de 2012/2013, resultando da agregação das antigas freguesias de Antas e Abade de Vermoim.

## Demografia
A população registada nos censos foi:
| Distribuição da População por Grupos Etários | Distribuição da População por Grupos Etários | Distribuição da População por Grupos Etários | Distribuição da População por Grupos Etários | Distribuição da População por Grupos Etários | Distribuição da População por Grupos Etários |
| -------------------------------------------- | -------------------------------------------- | -------------------------------------------- | -------------------------------------------- | -------------------------------------------- | -------------------------------------------- |
| Antes da agregação                           |                                              |                                              |                                              |                                              |                                              |
| Ano                                          | 0-14 anos                                    | 15-24 anos                                   | 25-64 anos                                   | >= 65 anos                                   | Total                                        |
| 2001                                         | 1012                                         | 882                                          | 3235                                         | 598                                          | 5727                                         |
| 2011                                         | 1273                                         | 774                                          | 4410                                         | 905                                          | 7362                                         |
| Após a agregação                             |                                              |                                              |                                              |                                              |                                              |
| Ano                                          | 0-14 anos                                    | 15-24 anos                                   | 25-64 anos                                   | >= 65 anos                                   | Total                                        |
| 2021                                         | 1303                                         | 921                                          | 4579                                         | 1392                                         | 8195                                         |